# カルメン・アマヤ
カルメン・アマヤ・アマヤ（Carmen Amaya Amaya、1913年11月2日 - 1963年11月19日）は、スペインのフラメンコ・ダンサー、歌手。

## 人物
バルセロナにてロマの家系に生まれ、父親がフラメンコ・ギター奏者だったことから、彼女も幼少のころからダンスを始めた。8歳のときにパリでデビューし名声を手にするが、1936年にスペイン内戦が勃発すると家族とともにアメリカへと移住した。1941年にニューヨークのブロードウェイでデビューし、1944年にはハリウッド映画に出演した。1947年に故郷のスペインへと戻っている。

## フィルモグラフィ
- La bodega (Wine Cellars) (1929年)
- 2 mujeres y 1 Don Juan (1934年)
- La hija de Juan Simón (1935年)
- Don Viudo de Rodríguez (1935年)
- 『マリア・デ・ラ・オ』 - María de la O (1936年)
- Embrujo del Fandango (1939年) ※キューバ映画
- Original Gypsy dances (1941年)
- Aires de Andalucía (1942年)
- Panama Hattie (1942年)
- Knickerbocker Holiday (Pierna de Plata) (1944年)
- Follow the Boys (Sueños de Gloria) (1944年)
- Los amores de un torero (1945年) ※メキシコ映画
- See My Lawyer (Entiéndase con mi abogado) (1945年)
- Quand te tues-tu? (1953年)
- Dringue, Castrito y la lámpara de Aladino (1954年)
- Música en la Noche (1955年)
- 『バルセロナ物語』 - Los Tarantos (1963年)